# Liste jüdischer Feste

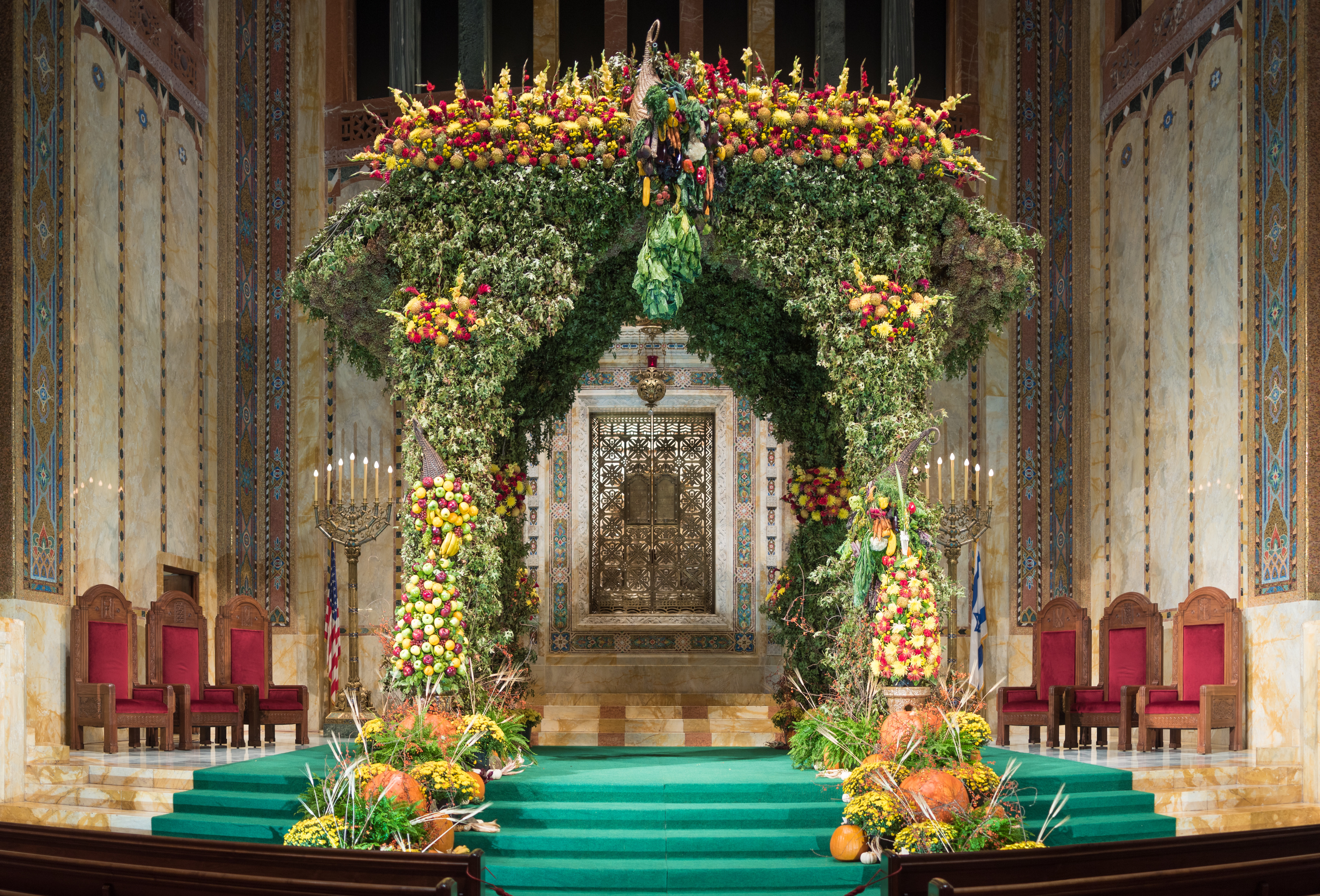
Eine Sukka (Laubhütte) zum Laubhüttenfest (Sukkot) in der Reform-Synagige Emanu-El in Manhattan, New York.

Diese Aufzählung der Feste in einer Liste gibt eine Übersicht über Jüdische Feste, gegliedert nach den Festen im Jahreskreis und Tagesteilung der jüdischen Zeitrechnung, den neueren staatlich-israelischen Feiertagen sowie den sonstigen Feier- und Fasttagen des Judentums.

## Biblische Feste im Jahreskreis
Jeder Festtag beginnt am Vorabend, denn im jüdischen Kalender dauert der Tag vom Vorabend bis zum Abend des Tages –  nicht von 0 bis 24 Uhr. Dies ist abgeleitet aus dem 1. Buch Mose, hebräisch בְּרֵאשִׁית Bereschit, (altgriechisch Γένεσις Génesis genannt) hebräisch וַֽיְהִי־עֶ֥רֶב וַֽיְהִי־בֹ֖קֶר י֥וֹם אֶחָֽד (vayhi erev vayhi boker yom echad): „und es ward Abend und es ward Morgen, ein Tag“. Beispielsweise beginnt Rosch ha-Schana (23. – 24. September 2025), das Neujahrsfest, am 22. September abends (am Ende des 29. Elul abends). Der abendliche Beginn wird mit dem Wort Erev (hebräisch ערב Abend) bezeichnet, damit ist die Bezeichnung für den Vorabend im genannten Beispiel: Erev Rosch ha-Schana.
Der jüdische Kalender orientiert sich bei der Monatszählung am Mond (Mondkalender), und da zwölf Monde kürzer sind als ein Sonnenjahr, wird dieses durch einen zusätzlichen Schaltmonat (Adar II) ausgeglichen. Aus diesem Grund fallen die jüdischen Feiertage immer wieder auf andere Kalendertage im (weltlichen) gregorianischen Kalender. Die Zulässigkeit der Verwendung des gregorianischen Kalenders ist in orthodoxen jüdischen Kreisen umstritten. Aus pragmatischen Gründen wird, wenn es doch nötig sein sollte, die Schreibweise verändert. Die Jahreszahl wird nicht ausgeschrieben, sondern nur die letzten beiden Ziffern verwendet. Dadurch verlöre diese Zahl ihre Bedeutung, nämlich der Zählung seit dem Geburtsjahr von Jesus. Der Monat wird als Zahl geschrieben, weil die Namen der nichtjüdischen Monate hauptsächlich auf römischen Göttern basieren. So soll beispielsweise der 1. Januar 2024 als 01/01/24 geschrieben werden.
| Name des Festes* | hebräisch                 | Übersetzung                                                       | Bedeutung | Tag im Monat                               | 2025 (5785**)          | 2025 (5786**)              |
| ---------------- | ------------------------- | ----------------------------------------------------------------- | --- | ------------------------------------------ | ---------------------- | -------------------------- |
| Rosch ha-Schana  | רֹאֹשׁ הַשָּׁנָה                  | Haupt des Jahres, Anfang des Jahres                               | Neujahrsfest Tag der Erschaffung des Menschen (Adams)                                                              | 1.–2. Tischri                              |                        | 23. bis 24. September 2025 |
| Jom Kippur       | יוֹם כִּפּוּר                  | Tag der Sühne                                                     | Versöhnungstag Befreiung von Sünden                                                                                | 10. Tischri                                |                        | 2. Oktober 2025            |
| Sukkot           | סֻכּוֹת                      | Laubhütten                                                        | Laubhüttenfest | 15.–22. Tischri                            |                        | 7. bis 14. Oktober 2025    |
| Hoschana Rabba   | הושענא רבה                | „So hilf doch!“                                                   | der siebte Festtag von Sukkot Palmfest                                                                             | 21. Tischri                                |                        | 13. Oktober 2025           |
| Schmini Azeret   | שְּׁמִינִי עֲצֶרֶת                | Schlussfest der achte Festtag...                                  | … von Sukkot | 22. Tischri                                |                        | 14. Oktober 2025           |
| Simchat Tora     | שִׂמְחַת תּוֹרָה                 | Torafreude                                                        | Lesung des letzten Abschnitts des 5. Buches Mose und Neubeginn der Lesung des ersten Abschnitts des 1. Buches Mose | 23. Tischri                                |                        | 15. Oktober 2025           |
| Sigd (Mehlella)  | סיגד                      | Fußfall, Bittgebet; Feiertag der äthiopischen Juden (Beta Israel) | Datum, an dem Gott sich Mose offenbarte (50 Tage nach Jom Kippur)                                                  | 29. Cheschwan                              |                        | 20. November 2025          |
| Chanukka         | חֲנֻכָּה                      | Einweihung                                                        | Lichterfest Wiedereinweihung des zweiten Tempels                                                                   | 25. Kislew – 2/3. Tevet                    |                        | 15. bis 22. Dezember 2025  |
| Tu biSchevat     | ט״ו בשבט ראש השנה לאילנות | der 15. Schevat Rosch ha-Schana La'illanot                        | Neujahrsfest der Bäume und Sträucher.                                                                              | 15. Schevat                                | 13. Februar 2025       |                            |
| Purim            | פורים                     | Schicksal                                                         | Errettung aus Persien Freudenfest („Jüdische Fastnacht“)                                                           | 14. oder 15. Adar                          | 14. März 2025          |                            |
| Pessach          | פֶּסַח                       | Überschreitung                                                    | Auszug aus Ägypten                                                                                                 | 15.–22. Nisan, in Israel bis zum 21. Nisan | 13. bis 20. April 2025 |                            |
| Lag baOmer       | ל"ג בעומר                 | 33. [Tag] der Omer[zeit]                                          | Bar-Kochba-Aufstand gegen die Römer                                                                                | 18. Ijjar                                  | 16. Mai 2025           |                            |
| Schawuot         | שבועות                    | Wochenfest                                                        | neuerlicher Empfang der Zehn Gebote Erntedankfest                                                                  | 6.–7. Siwan                                | 2. bis 3. Juni 2025    |                            |
| Tischa beAv      | תשעה באב                  | der 9. Aw                                                         | Trauertag wegen Zerstörung des Jerusalemer Tempels                                                                 | 9. Aw                                      | 3. August 2025         |                            |
| Tu B’Av          | ט"ו באב                   | der 15. Aw                                                        | Sieg der Pharisäer über die Sadduzäer                                                                              | 15. Aw                                     | 18. August 2025        |                            |

* ist gleichzeitig Transliteration der hebräischen Bezeichnung

**Jüdisches Jahr

## Neuere israelische Gedenk- und Feiertage
| Name des Tages    | hebräisch   | Bedeutung                                                           | Tag im Monat | 2025           | 2026           | 2027         | 2028           |
| ----------------- | ----------- | ------------------------------------------------------------------- | ------------ | -------------- | -------------- | ------------ | -------------- |
| Jom haScho’a      | יום השואה   | Holocaustgedenktag                                                  | 27. Nisan    | 24. April 2025 | 14. April 2026 | 4. Mai 2027  | 24. April 2028 |
| Jom haZikaron     | יום הזיכרון | Gedenktag für gefallene israelische Soldaten                        | 4. Ijjar     | 30. April 2025 | 21. April 2026 | 11. Mai 2027 | 1. Mai 2028    |
| Jom haAtzma’ut    | יום העצמאות | Israelischer Unabhängigkeitstag                                     | 5. Ijjar     | 1. Mai 2025    | 22. April 2026 | 12. Mai 2027 | 2. Mai 2028    |
| Jom Jeruschalajim | יום ירושלים | Feier zur Wiedervereinigung Jerusalems nach dem Sechstagekrieg 1967 | 28. Ijjar    | 26. Mai 2025   | 15. Mai 2026   | 4. Juni 2027 | 24. Mai 2028   |

## Sonstige Festtage
- Schabbat (שבת wöchentlicher Ruhetag)
- Brit Mila (ברית מילה Beschneidung)
- Bar Mizwa ((בר מיצוה für 13-jährige Jungen) bzw. Bat Mizwa (בת מיצוה für 12-jährige Mädchen) Religionsmündigkeit)
- Rosch Chodesch (ראש חודש monatlicher Tag der erscheinenden Mondsichel)
- Nachala (נחלה Jahrzeit)

## Fastentage
Fasten bedeutet im Judentum am Fasttag vom Vorabend bis zum Abend des Tages (etwa 25 Stunden, aber  nicht länger) nichts zu essen und nichts zu trinken. Auch Rauchen ist untersagt. Als diese „langen“ Fasttage gelten Tischa beAv und Jom Kippur. Es gibt aber auch „kurze“ Fasttage. An ihnen beginnt das Fasten nicht schon am Vorabend, sondern erst mit der Morgenröte, und dauert dann bis zum Einbruch der Nacht. Schwangere und Stillende müssen nicht fasten. Kranke fragen einen Rabbiner, ob Fasten mit ihrer Krankheit vereinbar ist. Fasten sollen Mädchen ab 12 Jahren und Knaben ab 13 Jahren. Aber auch jüngere Kinder sollen an das Fasten herangeführt werden, beispielsweise indem sie sich nicht unbedingt „satt“ essen und auf Süßigkeiten verzichten. Brautpaare fasten am Hochzeitstag ab dem Morgengrauen bis nach der Hochzeitszeremonie und legen ein Sündenbekenntnis ab. Der Tag der Trauung ist als persönlicher Versöhnungstag, als persönlicher Jom Kippur, gedacht, an dem alle Sünden vergeben werden und die beiden ganz neu anfangen dürfen.
| Name des Tages                            | Hebräisch      | Tag im Monat  | 2025               | 2025/2026          | 2026/2027         | 2028               |
| ----------------------------------------- | -------------- | ------------- | ------------------ | ------------------ | ----------------- | ------------------ |
| Assara beTevet                            | עשרה בטבת      | 10. Tevet     | 19. Januar 2025    | 30. Dezember 2025  | 20. Dezember 2026 | 9. Januar 2028     |
| Ta’anit Esther Esther-Fasten              | תַּעֲנִית אֶסְתֵּר     | 13. Adar      | 13. März 2025      | 2. März 2026       | 22. März 2027     | 9. März 2028       |
| Fasten der Erstgeborenen Ta'anit Bechorot | תענית בכורות   | 14. Nisan     | 12. April 2025     | 1. April 2026      | 21. April 2027    | 10. April 2028     |
| Schiwa Assar beTammus                     | שבעה עשר בתמוז | 17. Tammus    | 13. Juli 2025      | 2. Juli 2026       | 22. Juli 2027     | 1. Juli 2028       |
| Tischa beAv                               | תשעה באב       | 9. Aw         | 3. August 2025     | 23. Juli 2026      | 12. August 2027   | 1. August 2028     |
| Zom Gedalja Fasten Gedalja                | צוֹם גְּדַלְיָה      | 3. Tischri    | 25. September 2025 | 14. September 2026 | 4. Oktober 2027   | 23. September 2028 |
| Jom Kippur*                               | יוֹם כִּפּוּר       | 10. Tischri   | 2. Oktober 2025    | 21. September 2026 | 11. Oktober 2027  | 30. September 2028 |
| Sigd (Beta Israel)                        | סיגד           | 29. Cheschwan | 20. November 2025  | 9. November 2026   | 29. November 2027 | 18. November 2028  |

* Jom Kippur ist der einzige Fasttag, der auch an einem Schabbat begangen wird – die anderen Fasttage werden verschoben, sollten sie auf einen Schabbat fallen.